# Élections législatives japonaises de 1958
Les élections législatives japonaises à la Chambre des représentants se déroulent au Japon le 22 mai 1958.

## Résultats
|                      |                           |            |        |        |               |
| Partis               | Partis                    | Voix       | %      | Sièges | +/-           |
|                      | Parti libéral-démocrate   | 22 976 846 | 57,80  | 287    | 10            |
|                      | Parti socialiste japonais | 13 093 993 | 32,94  | 166    | 6             |
|                      | Parti communiste japonais | 1 012 036  | 2,55   | 1      | 1             |
|                      | Autres                    | 287 991    | 0,72   | 1      | 1             |
|                      | Indépendants              | 2 380 795  | 5,99   | 12     | 6             |
|                      |                           |            |        |        |               |
| Inscrits             | Inscrits                  | 52 013 529 | 100,00 | 467    | en stagnation |
| Votants              | Votants                   | 40 045 111 | 76,99  |        |               |
| Abstention           | Abstention                | 11 968 418 | 23,01  |        |               |
| Votes blancs et nuls | Votes blancs et nuls      | 293 450    | 0,56   |        |               |
| Votes exprimés       | Votes exprimés            | 39 751 661 | 76,43  |        |               |
| Sources,             |                           |            |        |        |               |